# Simfonia núm. 4 (Vaughan Williams)

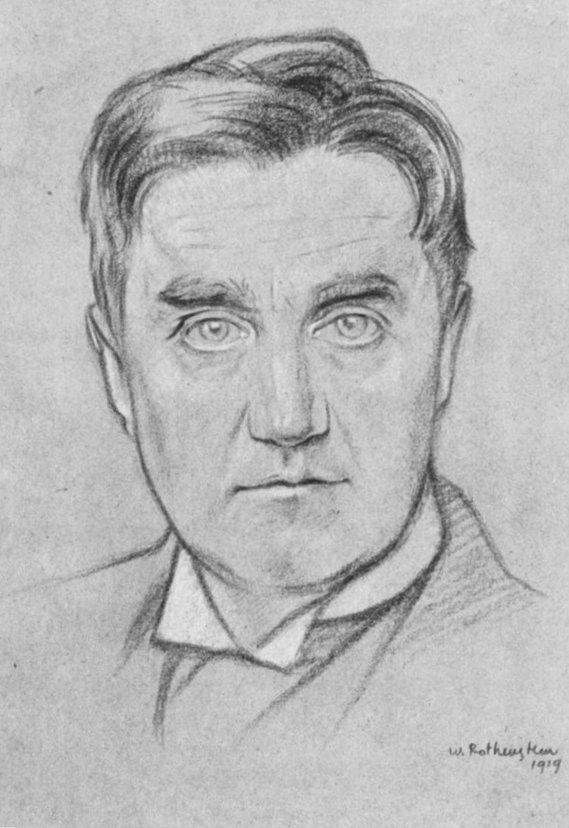
Il·lustració de Vaughan Williams, autor de l'obra.

La Simfonia núm. 4 en fa menor de Ralph Vaughan Williams es va estrenar el 10 d'abril de 1935 per l'⁣Orquestra Simfònica de la BBC dirigida per Adrian Boult. La va dedicar al compositor Arnold Bax.
A diferència de les tres primeres simfonies de Vaughan Williams, no va rebre cap títol, el compositor va afirmar que s'havia d'entendre com a música absoluta, sense cap inspiració incidental o externa.
En contrast amb moltes de les composicions anteriors de Vaughan Williams, la simfonia mostra una gravetat de to. El mateix compositor va observar una vegada: "No estic gens segur que m'agradi a mi mateix ara. Tot el que sé és que és el que volia fer en aquell moment." Segons la carta escrita per Arthur Benjamin a Vaughan Williams el 21 d'abril de 1935 (BL MS Mus 1714/1/9, ff. 113–14), el compositor britànic William Walton admirava molt l'obra. Benjamin va escriure: "Vaig conèixer a Willy Walton de camí al Saló i va dir, després d'haver estat als assajos, que escoltaríem la millor simfonia des de Beethoven". Arnold Bax també va estar d'acord. Una font alternativa afirma que Walton va sentir Constant Lambert dir-ho a Benjamin.
Només dues simfonies de Vaughan Williams acaben amb força: la núm. 4 i la núm. 8.
El primer enregistrament, realitzat dos anys més tard, va comptar amb el mateix compositor, Adrian Boult, dirigint la mateixa orquestra en el que va resultar ser el seu únic enregistrament comercial de qualsevol de les seves simfonies. Va ser llançat en discos de 78 rpm al Regne Unit per HMV i als EUA per RCA Victor, i ha estat reeditat en LP i CD.

## Estructura
L'obra consta de quatre moviments amb el tercer i el quart enllaçats:
1. Allegro
2. Andante moderato
3. Scherzo : Allegro molto
4. Finale con epíiogo fugato: Allegro molto

Una actuació típica dura uns 32 minuts.

Dissonància inicial del primer moviment:
Motiu germinal que es desenvolupa a partir de la dissonància inicial:
Motiu format per quarts (compassos 14-15):

## Instrumentació
La simfonia està escrita per a una gran orquestra que inclou: 2 o 3 flautes (2n doblant amb flautín), 2 o 3 oboès (segon doblant amb corn anglès), 2 clarinets (en si ♭), clarinet baix (en si ♭) (ad. lib.), 2 fagots, contrafagot (ad lib.), 4 trompes (en fa), 2 trompetes (en do), 3 trombons, tuba, timbals, triangle, caixa, plats, bombo, cordes.

## Afirmació de Peggy Glanville-Hicks
La seva alumna, la compositora australiana Peggy Glanville-Hicks, va afirmar que havia agafat en préstec el tema inicial del primer moviment de la seva Sinfonietta per a petita orquestra en re menor (1935), i que ella, al seu torn, el va agafar en préstec per a la seva òpera The Transposed Heads. (1953). Glanville-Hicks no va completar la seva Sinfonietta fins tres mesos després de l'estrena de la simfonia de Vaughan Williams, però l'estava escrivint al mateix temps que la composició de la simfonia.

## Enregistraments
- Vaughan Williams—Orquestra Simfònica de la BBC. HMV Red Seal 78s DB 3367–3370 (Abbey Road, 11 d'octubre de 1937)
- Boult—Orquestra Simfònica de la NBC. (a més de música de Beethoven, Busoni, Butterworth, Copland, Elgar, Holst i Walton). Pristine Classical PASC 626 (Studio 8-H, 21 de maig de 1938)
- Stokowski—Orquestra Simfònica de la NBC. (+ música de Butterworth + Antheil). Cala Records CACD 0528 (14 de març de 1943)
- Barbirolli—Orquestra Simfònica de la BBC (+ música de Benjamin-A). Societat Barbirolli SJB 1064 (1950)
- Mitropoulos—Orquestra Simfònica Filharmònica de Nova York (+ música de diversos altres). CD de música i arts 1214 (Carnegie Hall, 5 d'abril de 1953)
- Boult—Orquestra Filharmònica de Londres. Decca LXT 2909 (Kingsway Hall, 2-4 de desembre de 1953)
- Mitropoulos—Orquestra Simfònica Filharmònica de Nova York. Columbia Masterworks ML 5158 (Columbia 30th Street Studios, 9 de gener de 1956)
- Sargent—Orquestra Simfònica de la BBC (+ l'enregistrament de Stokowski de la Simfonia núm. 8). Carlton BBC Radio Classics 15656 91312 (Royal Albert Hall, 16 d'agost de 1963)
- Bernstein—New York Philharmonic (+ Serenade to Music). Columbia MS 7177 (Sala Filharmònica, 21 d'octubre de 1965)
- Boult—New Philharmonia (+ Norfolk Rhapsody núm. 1 en mi menor). HMV ASD 2375 (Abbey Road, 22-23 de gener i 12 de febrer de 1968)
- Previn—London Symphony Orchestra (+ Concerto accademico). RCA Red Seal SB 6801 (Kingsway Hall, 10-11 de març de 1969)
- Del Mar—BBC Scottish Symphony Orchestra (+ música d'Elgar + Bliss). BBC Music Magazine MM 80 (BBC Studios, Glasgow, 24 d'agost de 1973)
- Davis-C—Orquestra Simfònica de Boston (+ música de molts altres). BSO CB 100 (Sala Simfònica, 26 d'octubre de 1973)
- Berglund—Royal Philharmonic Orchestra (+ The Lark Ascending). EMI ASD 3904 (Abbey Road, 29-30 d'octubre de 1979)
- Thomson—London Symphony Orchestra (+ Concerto accademico). Chandos CHAN 8633 (St Jude-on-the-Hill, Hampstead, 27-28 de novembre de 1987)
- Rozhdestvensky— Orquestra Simfònica Estatal de l'URSS (+ Una Simfonia Pastoral). Melodiya CD 10-02170-3 (Edifici Philharmonia, Leningrad, 28 d'octubre de 1988)
- Handley—Royal Liverpool Philharmonic Orchestra (+ A Pastoral Symphony). EMI Eminence CD EMX 2192 (Philharmonic Hall, Liverpool, 8-9 de març de 1991)
- Slatkin—Philharmonia (+ A Pastoral Symphony + Fantasia a "Greensleeves"). RCA Victor Red Seal 09026-61194-2 (Ajuntament de Watford, 29 de novembre de 1991)
- Davis-A—Orquestra Simfònica de la BBC (+ Simfonia núm. 5). Teldec 4509-90844-2 (Església de Sant Agustí, Londres, desembre de 1992)
- Haitink—Orquestra Filharmònica de Londres (+ A Pastoral Symphony). EMI CD 5 56564 2 (Colosseum, Watford, desembre de 1996)
- Norrington—Orquestra Filharmònica de Londres (+ Simfonia núm. 6). Decca 458 658–2 (Colosseum, Watford, febrer de 1997)
- Hickox—Orquestra Simfònica de Londres (+ Missa en sol menor + Sis cançons corals). Chandos CHAN 9984 (Església de Tots Sants, Tooting, gener de 2001)
- Daniel—Orquestra Simfònica de Bournemouth (+ Norfolk Rhapsody 1 en mi menor + Suite "Flos campi"). Naxos 8.557276 (far, Poole, 6-7 de març de 2003)
- Botstein—Orquestra Simfònica Americana. Descàrrega ASO 091 (Avery Fisher Hall, 7 d'abril de 2006)
- Davis-C—Orquestra Simfònica de Londres (+ música de molts altres). LSO Live 0766 (Barbican Hall, 24 de setembre de 2008)
- Oundjian—Orquestra Simfònica de Toronto (+ Simfonia núm. 5). TSO Live 0311 (Thomson Hall, març de 2011)
- Kalmar—Orquestra Simfònica d'Oregon (+ música d'Ives + Adams + Britten). PentaTone PTC 5186 393 (Schnitzer Hall, Portland, 7-8 de maig de 2011)
- Wigglesworth—London Philharmonic Orchestra (+ l'enregistrament de Jurowski de la Simfonia núm. 8). LPO CD 0082 (Royal Festival Hall, 1 de maig de 2013)
- Orquestra Simfònica Spano—Atlanta (+ Cantata "Dona nobis pacem" + The Lark Ascending). ASO Media CD-1005 (Woodruff Center, Atlanta, 21-22 de febrer de 2014)
- Elder—Orquestra Hallé (+ Simfonia núm. 6). Hallé CD HLL 7547 (Bridgewater Hall, Manchester, 7 d'abril de 2016)
- Manze—Royal Liverpool Philharmonic Orchestra (+ A Pastoral Symphony). Onyx 4161 (Philharmonic Hall, Liverpool, 5-7 de maig de 2016)
- Pappano—Orquestra Simfònica de Londres (+ Simfonia núm. 6). LSO Live LSO0867D (Barbican Hall, Londres, 15 de març de 2020)